# Leonard Helfried z Meggau
Leonard Helfried hrabě z Meggau (německy Leonhard Helfried Graf von Meggau, ve starší české literatuře také jako Linhart Helfrýd z Megova, 1577, Kreuzen – 23. dubna 1644, Greinburg) byl rakouský šlechtic, státník a dvořan. Za vlády Ferdinanda II. byl dolnorakouským místodržitelem a císařským nejvyšším hofmistrem, byl povýšen na hraběte a získal Řád zlatého rouna.
Kromě majetku v Horním Rakousku získal i rozsáhlé statky v Čechách (Rabštejn nad Střelou, Žleby). Zemřel bez mužského potomka a panství v Čechách krátce po jeho smrti dcery rozprodaly.

## Život a kariéra

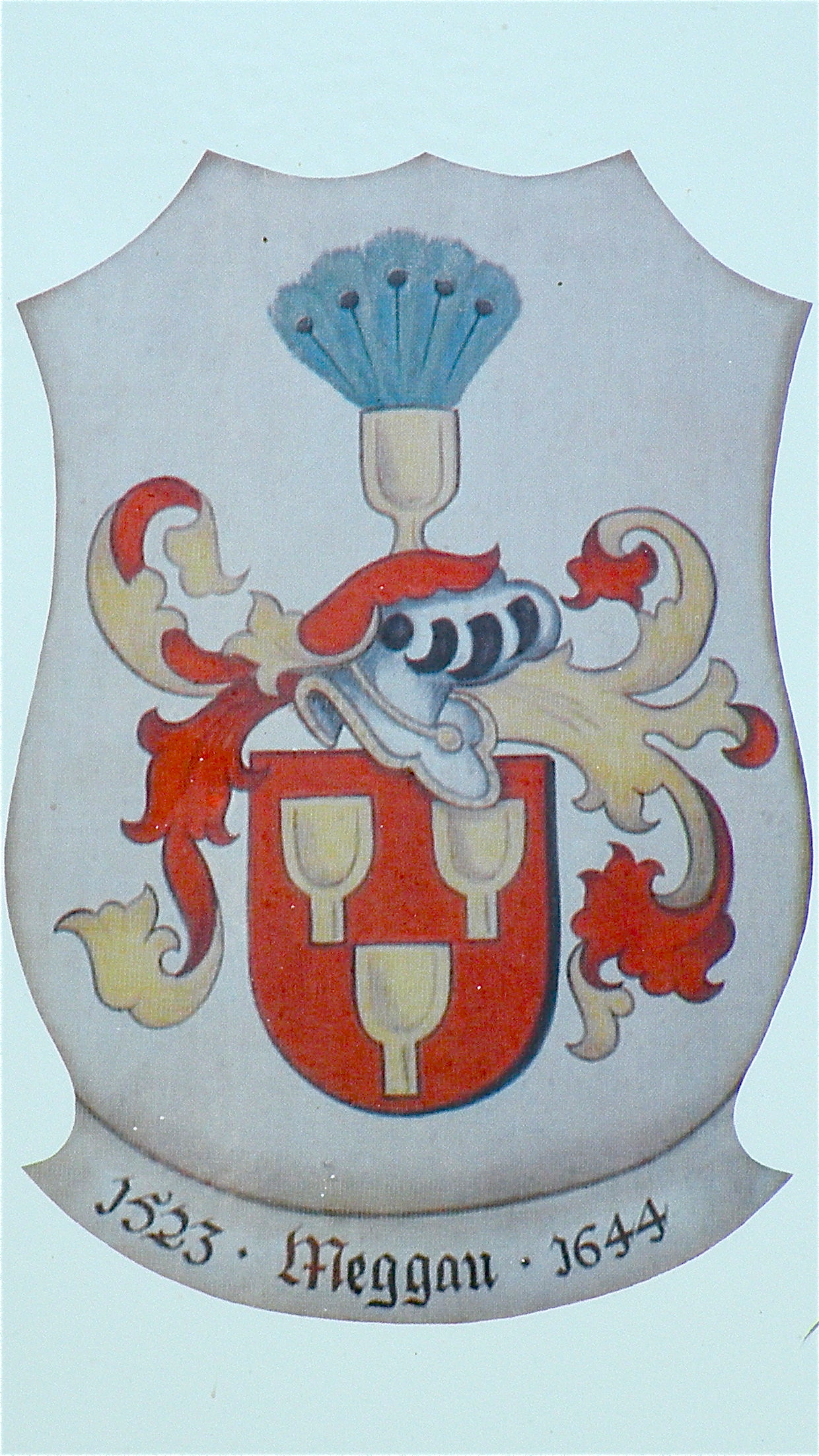
Erb rodiny Meggau

Pocházel z původně měšťanské rodiny z Míšně, která vstoupila do služeb Habsburků, jeho otcem byl Ferdinand Helfried z Meggau (1530–1585), zemský hejtman v Horních Rakousích. Po matce Zuzaně Veronice (1558–1617) pocházel z rodu Harrachů a odtud také pocházelo křestní jméno Leonard v té době u Harrachů typické.
Vystudoval práva na univerzitách v Padově a Boloni a od roku 1595 byl členem dvora arcivévody Maxmiliána. Později přešel do služeb jeho bratra Matyáše, kterého významně podpořil v roce 1608 a stal se jeho komorníkem. V letech 1612–1644 byl členem Tajné rady a ve službách císaře Matyáše byl správcem úřadu nejvyššího hofmistra, hejtmanem hradů Forchtenstein a Eisenstadt na hranici Rakouska a Uher, jako císařův zplnomocněnec se zúčastnil také zemských sněmů v Praze a Bratislavě.
Ještě za vlády císaře Matyáše se připojil ke dvoru Ferdinanda Štýrského, v roce 1617 patřil k předním stoupencům jeho nároku na trůn a za jeho vlády pak dosáhl vrcholu kariéry. V letech 1621–1626 byl místodržitelem v Dolních Rakousích a v letech 1626–1637 císařským nejvyšším hofmistrem. V roce 1622 obdržel Řád zlatého rouna a v roce 1626 byl povýšen do hraběcího stavu, získal také dědičnou hodnost hofmistra v Horních Rakousích. Po smrti Ferdinanda II. musel uvolnit post nejvyššího hofmistra, i za Ferdinanda III. ale zůstal členem tajné rady a také titulárním císařským komořím, od roku 1637 se ale spíše zdržoval na svých venkovských statcích. Proslul mimo jiné jako štědrý mecenáš katolické církve a na svých panstvích zakládal kláštery.

## Majetkové a rodinné poměry

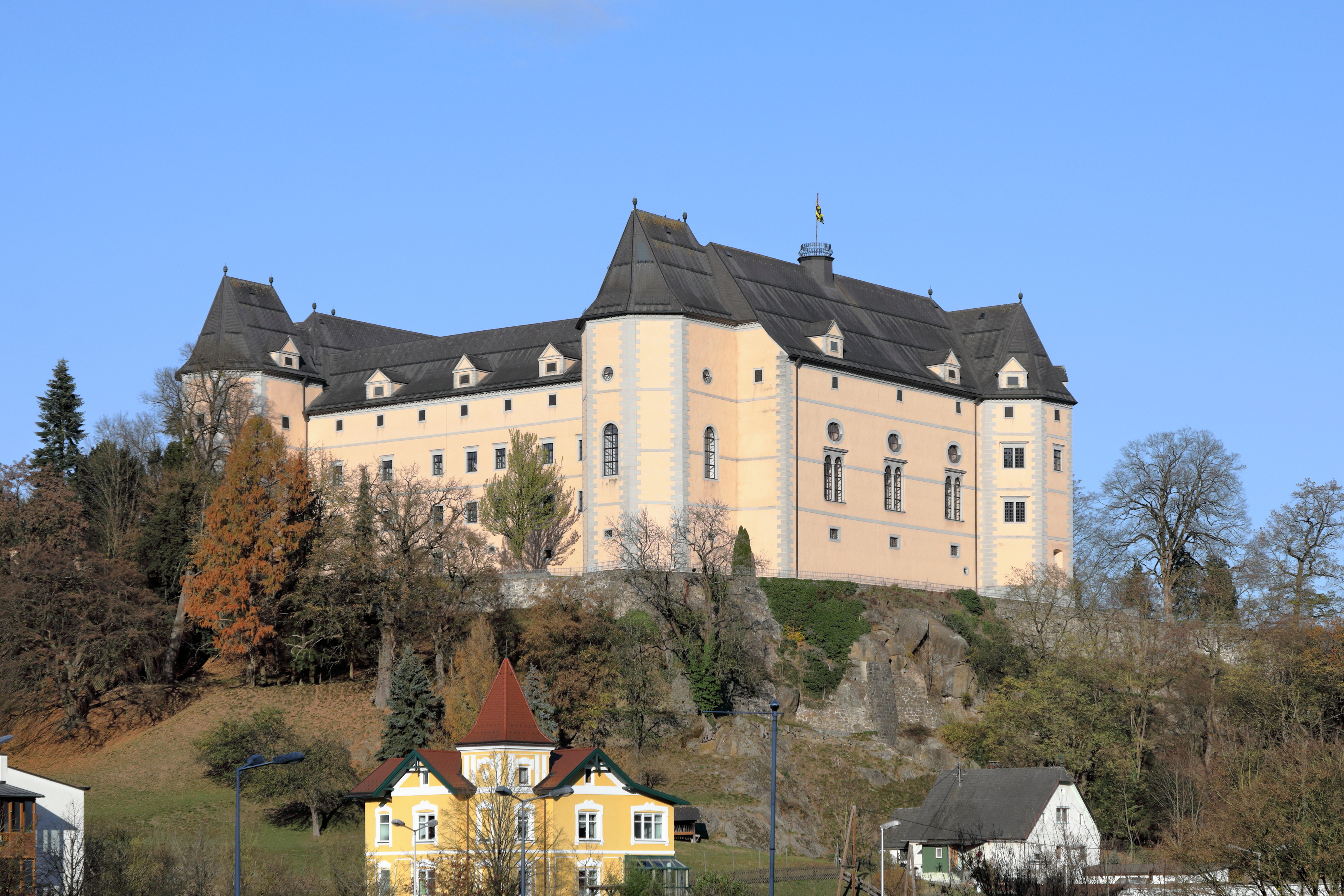
Zámek Greinburg, hlavní rodové sídlo

Po otci byl dědicem panství s hrady Ruttenstein a Kreuzen v Horních Rakousích, k nimž v roce 1621 přikoupil sousední panství Greinburg, kde inicioval přestavbu zámku do podoby honosného rodového sídla. Z konfiskací po stavovském povstání v Horních Rakousích koupil zámek Schwertberg (1622) a vzápětí získal i město Freistadt poblíž českých hranic. Později získal statky i v Čechách, v roce 1631 koupil z konfiskací po Kolovratech panství Rabštejn nad Střelou, z kupní ceny 155.000 zlatých mu bylo odpuštěno 100.000 zlatých za prokázané služby. V roce 1636 uplatnil nárok na panství Žleby na Čáslavsku a také zde mu byla z předepsané kupní ceny větší část sražena za pohledávky u císaře.
Byl dvakrát ženatý, poprvé s Annou Khuenovou z Belasi (1588–1628), podruhé se oženil s výrazně mladší hraběnkou Polyxenou z Leiningenu (1617–1668), která se poté ještě třikrát vdala. Z prvního manželství pocházely čtyři dcery provdané do předních šlechtických rodin (Dietrichstein, Starhembergové, Cavrianiové, Slavata). Majetek v Rakousku si rozdělily, zatímco panství v Čechách vlastnily společně a později jej prodaly (Žleby prodány 1662, Rabštejn 1665).